# Antonie (Bloom) de Suroj
Mitropolitul Antonie (Antonie Bloom, pe numele de mirean Andrei Borisovici Bloom; n. 6 iunie 1914, Lausanne, cantonul Vaud, Elveția – d. 4 august 2003, Londra, Anglia, Regatul Unit), a fost un episcop al Bisericii Ortodoxe Ruse, Mitropolit de Suroj, filosof și predicator. Este autorul a numeroase cărți și articole în diferite limbi despre viață spirituală a comunității ortodoxe.

## Biografie
Andrei Bloom s-a născut pe 19/6 (stil vechi) iunie 1914 la Goda în Lausanne, ca fiul unui membru al serviciului diplomatic rus, Boris E. Bloom (1882-1937) cu  rădăcini scoțiene. Mama acestuia, Xenia N. Scriabin (1889-1958) a fost sora  celebrului compozitor Alexandr Scriabin. Copilăria tânărului Andrei a fost în Persia, unde tatăl său a fost consul mulți ani
După revoluția din Rusia, familia acestuia a fost forțată să părăsească țara timp de mai mulți ani rătăcind prin Europa, ca mai apoi în 1923 să se stabilească în Paris (Franța)
În vârstă de 14 ani, Andrei citește Biblia și se întoarce spre Hristos, fiind un membru activ al RSCM, dar în același timp și enoriaș al Mănăstirii Sfinții Trei Ierarhi din Paris. 
În 1931 a fost hirotonisit ipodiacon, pentru a ajuta altarul și biserica mănăstirii Sfinții Trei Ierarhi, singurul așezământ al Patriarhiei Moscovei din Paris.
După terminarea școlii, este admis la Sorbona acolo unde absolvă facultatea de Biologie și Medicină (1938).
La data de 10 septembrie 1939 primește în taină voturile monahale pe jumătate (rasoforia), ca mai apoi să meargă pe front ca și chirurg militar (1939-1940). După întoarcerea acasă lucrează ca medic în Paris. În timpul ocupației Franței a participat la mișcarea de rezistență franceză, a fost un medic în clandestinitate, fiind un anti-fascist.
La 17 aprilie 1943, tânărul Andrei primește logodirea Marelui Mire (tunderea în monahism) cu numele de Antonie în cinstea Sfântului Antonie de Kiev (al Peșterilor). Tunderea în monahism a avut loc la mănăstirea Podvorja, stareț și duhovnic al acesteia fiind Arhimandritul Atanasie (Neceaev).
Andrei Bloom a lucrat ca medic până la 27 octombrie 1948, atunci când, Mitropolitul Serafim (Lukianov) îl hirotonește diacon [1].
În data 11 decembrie 1948 același Mitropolit Serafim (Lukianov) îl hirotonește preot și îl trimite în Marea Britanie ca preot spiritual al comunității alglicano-ortodoxe Sf. Alban și Sf. Serghie (1948-1950).
La 1 septembrie 1950 este numit paroh al Bisericii stavropighiale Sf. Filip Apostolul și Sf. Serghie din Londra.
07 ianuarie 1954 este data în care este ridicat la rangul de egumen (stareț), iar în 9 mai 1956 ridicat la rangul de arhimandrit.
În luna decembrie a aceluiași an a fost numit Paroh la Biserica Adormirea Maicii Domnului și Tuturor Sfinților din Londra. Rangurile de stareț al Bisericii, Catedrală mai târziu, așa cum o lasă înainte de plecarea sa.
La data de 29 noiembrie 1957 este numit Exarhul Patriarhiei Moscovei cu sediul la Londra, iar în 30 noiembrie 1957 este hirotonisit în demnitatea episcopală de către Nicolae (Eremin) Arhiepiscop de Klishinsky și Jacob (Virvos), episcopul de Apamea și Vicar al Patriarhului de Constantinopol, fiind numit  Exarh pentru Europa de Vest.
În 1958 el a fost membru activ al discuțiilor teologice între delegațiile și reprezentanții Bisericilor Ortodoxe și Bisericii Anglicane.
În 1961, a făcut parte din delegația Bisericii Ortodoxe Ruse luând parte la Congresul organizat de Consiliul Mondial al Bisericilor (CMB), în New Delhi.
În 1962, Episcopul Antonie este ridicat la rangul de arhiepiscop și însărcinat cu organizarea de parohii ortodoxe ruse în Marea Britanie și Irlanda. La dată de 10 octombrie 1962 este înființată Eparhia de Suroj a Bisericii Ortodoxe Ruse din Marea Britanie. Predicile sale au atras în sânul Bisericii Ortodoxe sute de englezi pe care i-a și convertit.
În 1963 face parte din delegația Bisericii Ortodoxe Ruse în Muntele Athos, în timpul aniversării a 1.000 de ani a monahismului ortodox în Muntele Athos.
La 3 dec 1965 este ridicat la rangul de mitropolit și numit Exarh Patriarhal pentru Europa de Vest.
În 1968, conduce delegația Bisericii Ortodoxe Ruse care a luat parte la lucrările Consiliului Mondial al Bisericilor (CMB), în Upsala. Între 1968-1975 este membru al Comitetului Central al CMB.
Membru al Consiliului Local al Bisericii Ortodoxe Ruse în 1971. În anul 1971 călugărește și hirotonește 2 teologi catolici filo-ortodocși din Italia Evloghios Hessler (actualul Arhiepiscop de Mediolanum) și Grigorie Baccolini pe care îi însărcinează cu organizarea comunităților ortodoxe ruse în Italia
În același an înființează Exarhatul Bisericii Ortodoxe Ruse în Italia, instalând ca Exarh pe Evloghios Hessler cel care înființează prima biserica ortodoxă pe teritoriul Italiei. În anii 1972-1973 a predat la Universitatea din Cambridge.
La data de 31 ianuarie 1983 Consiliul Academiei Teologice din Moscova a acordat Mitropolitului Antonie titlul de doctor honoris causa; în teologie pentru totalitatea scrierilor sale științifice și teologice și oratorice, publicat din 1948 și este în prezent în "Jurnalul Patriarhiei Moscovei" și alte publicații. La 3 februarie la sala de MDA au fost înmânate diplome de gradul cruce și de doctor în teologie. S-a observat că în 34 de ani de slujire pastorală, el a predicat în mijlocul comunităților non - ortodoxe, în biserici, în mijlocul studenților și a altor grupuri peste 10 mii de prelegeri.
De multe ori a vorbit la radio și televiziunea britanică despre ortodoxie. Vizitând în mod repetat URSS, el predică activ, participând la reuniunile intelectualilor în apartamentele acestora.
În sinodul Bisericii Ortodoxe Ruse, în luna iunie 1990, a fost propus ca și candidat pentru scaunul Patriarhal; candidatura la scaun nu i-a putut fi acordată având în vedere faptul că cei propuși trebuie să fi avut cetățenia sovietică (care era o cerință a statutului candidaților la funcția de patriarh), fiind acordată mitropolitului Filaret Denisenko, actualul patriarh al Kievului. De Suroj a fost președintele comisiei de numărare a voturilor, fiind ales mitropolitul de Leningrad Alexei Ridiger.
Decizia Consiliului Academic al Academiei Teologice din Kiev din 24 septembrie 1999, "pentru lucrări remarcabile în domeniul teologiei și că un semn de profund respect pentru meritele și binele Bisericii Ortodoxe", Mitropolitul Antonie Bloom a fost decorat cu gradul de doctor în teologie honoris causa.
Pe parcursul anilor de slujire în Marea Britanie, Mitropolitul Antonie, slujește doar o mică parohie rusă la Londra, dar mai ales în întrega eparhie. În Dieceza de prelegeri, a avut loc reuniunea anuală a parohiei, congresele diecezane și reuniunile clerului. Mitropolitul Antonie a fost implicat în mod activ în Biserica și viață publică, și s-a bucurat de popularitate în multe țări.

Revenind la Cambridge în 1996 i-a fost acordat un doctorat onorific de la Universitatea din Cambridge, el a sugerat crearea la Cambridge a unui Institut ortodox, care a fost fondat de el în anul 1999.

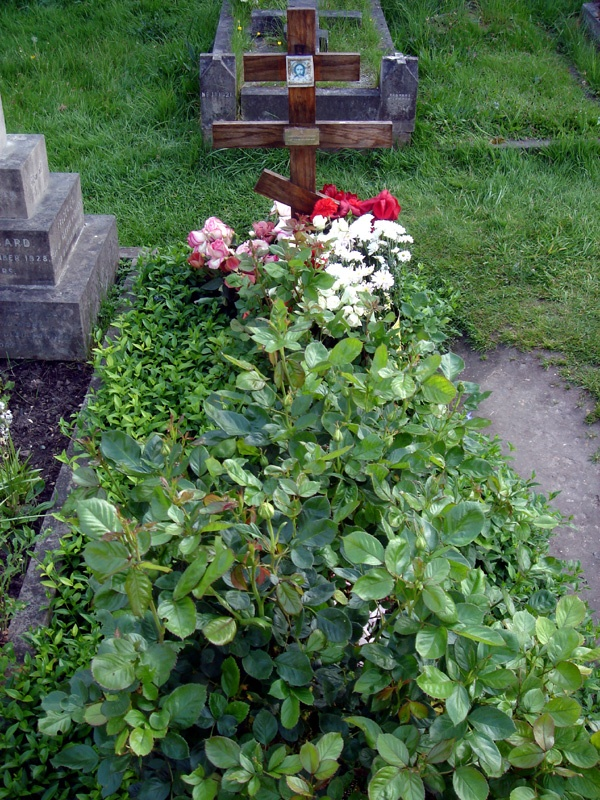
Mormantul Mitropolitului Antonie de la Londra

## Premii
- Medalia Promovarii faptelor bune (1945, Franța, pentru "muncă activă pentru binele Bisericii Ortodoxe")
- Ordinul Sf. Vladimir gradul I (1961)
- Ordinul Sf. Andrei (1963, Patriarhia Ecumenică de Constantinopol)
- Lambeth Cross (1975, Biserica Angliei)
- Ordinul Sf. Serghie de Radonej, gradul 2 (1979-07-05 [7])
- Doctor în Teologie Honoris Causa (1973, Universitatea din Aberdeen, "pentru predicarea cuvântului lui Dumnezeu și renașterea vieții spirituale în țară")
- Doctor de onoare al Academiei Teologice din Moscova (1983)
- Doctor de onoare al Universității din Cambridge (1996)
- Doctor de onoare al Academiei Teologice Kiev (1999)